# Campeonato Europeo de Vóley Playa Sub-22
El Campeonato Europeo Sub-22 de Vóleibol Playa es un torneo de voleibol playa de dos géneros, masculino y femenino, para parejas de una misma nacionalidad en categoría sub-22. Lo organiza anualmente la Confederación Europea de Voleibol (CEV). Celebrado por primera vez en 1999, fue originalmente un torneo sub-23 hasta 2013, cuando se redujo la edad de participación a atletas menores de 22 años.

## Resultados

### Torneo masculino
| Núm.                                       | Año  | Sede                 | Oro                                     | Plata                                 | Bronce                                | Ref.          |
| ------------------------------------------ | ---- | -------------------- | --------------------------------------- | ------------------------------------- | ------------------------------------- | ------------- |
| Campeonato de Europa de Vóley Playa Sub-23 |      |                      |                                         |                                       |                                       |               |
| I                                          | 1999 | Schinias             | Raúl Aro Francisco Rodríguez            | Pawlos Beligratis Dimitrios Kelepuris | Thomas Kröger Karl Strempel           |               |
| II                                         | 2000 | San Marino           | David Klemperer Jonas Reckermann        | John García-Thompson Agustín Correa   | Alexei Taratine Dmitri Barsouk        |               |
| III                                        | 2001 | Esposende            | José Pedrosa José Teixeira              | Clemens Doppler Peter Gartmayer       | Alexei Taratine Dmitri Barsouk        |               |
| -                                          | 2002 | No se disputó        | No se disputó                           | No se disputó                         | No se disputó                         | No se disputó |
| IV                                         | 2003 | Stare Jabłonki       | Anton Kulikovsky Alexei Verbov          | Eric Koreng Marcus Popp               | Hannes Ambelang Manuel Rieke          |               |
| V                                          | 2004 | Brno                 | Pablo Herrera Raúl Mesa                 | Daniel Krug Mischa Urbatzka           | Grzegorz Klimek Dominik Witczak       |               |
| VI                                         | 2005 | Mysłowice            | Mārtiņš Pļaviņš Aleksandrs Samoilovs    | Anssi Hakala Pekka Seppänen           | Florian Huth Stefan Uhmann            |               |
| VII                                        | 2006 | Sankt Pölten         | Felix Bläuel Alexander Huber            | Matthias Pompe Stefan Uhmann          | Mārtiņš Pļaviņš Aleksandrs Samoilovs  |               |
| VIII                                       | 2007 | Paralimni            | Sebastian Fuchs Thomas Kaczmarek        | Adrián Gavira Fran Marco              | Sergey Prokopyev Yaroslav Koshkarev   |               |
| IX                                         | 2008 | Espinho              | Grzegorz Fijałek Mariusz Prudel         | Matteo Ingrosso Paolo Ingrosso        | Sebastian Fuchs Thomas Kaczmarek      |               |
| X                                          | 2009 | Yantarny             | Alexander Walkenhorst Stefan Windscheif | Sergey Kostyukhin Alexey Yutvalin     | Stefan Köhler Nils Rohde              |               |
| XI                                         | 2010 | Cos                  | Michal Kadziola Jakub Szalankiewicz     | Matthias Penk Alexander Walkenhorst   | Paolo Nicolai Paolo Ingrosso          |               |
| XII                                        | 2011 | Oporto               | Lars Flüggen Stefan Köhler              | Michal Kadziola Jakub Szalankiewicz   | Sergey Kostyukhin Ruslan Bykanov      |               |
| XIII                                       | 2012 | Assen                | Sergiy Popov Valeriy Samoday            | Bartosz Łosiak Piotr Kantor           | Aliaksandr Dziadkou Yauhen Vishneuski |               |
| Campeonato de Europa de Vóley Playa Sub-22 |      |                      |                                         |                                       |                                       |               |
| XIV                                        | 2013 | Varna                | Bartosz Łosiak Piotr Kantor             | Lars Fredrik Tvinde Hendrik Mol       | Maciej Kosiak Maciej Rudol            |               |
| XV                                         | 2014 | Fethiye              | Runar Sannarnes Christian Sørum         | Nico Beeler Marco Krattiger           | Christoph Dressler Benedikt Kattner   |               |
| XVI                                        | 2015 | Macedo de Cavaleiros | Michał Bryl Kacper Kujawiak             | Romain Di Giantommaso Maxime Thiercy  | Igor Velichko Maxim Sivolap           |               |
| XVII                                       | 2016 | Salónica             | Anders Mol Christian Sørum              | Moritz Pristauz Maximilian Trummer    | Arnaud Gauthier-Rat Arnaud Loiseau    |               |
| XVIII                                      | 2017 | Baden                | Oleg Stoyanovskiy Artem Yarzutkin       | Mathias Berntsen Anders Mol           | Moritz Pristauz Paul Buchegger        |               |
| XIX                                        | 2018 | Jūrmala              | Kristaps Šmits Mihails Samoilovs        | Alejandro Huerta Javier Huerta        | Audrius Knašas Patrikas Stankevičius  |               |
| XX                                         | 2019 | Antalya              | Alexey Gusev Pavel Shustrov             | Lukas Pfretzschner Robin Sowa         | Timothée Platre Théo Faure            |               |
| XXI                                        | 2020 | Esmirna              | Alexey Gusev Pavel Shustrov             | Miłosz Kruk Mikołaj Miszczuk          | Mio Wüst Rudy Schneider               |               |
| XXII                                       | 2021 | Baden                | David Åhman Jonatan Hellvig             | Arturs Rinkēvičs Ardis Bedrītis       | Alexey Gusev Pavel Shustrov           |               |
| XXIII                                      | 2022 | Flesinga             | David Åhman Jacob Hölting Nilsson       | Kristians Fokerots Arturs Rinkēvičs   | Timo Hammarberg Laurenc Grössig       |               |
| XXIV                                       | 2023 | Timișoara            | Markus Mol Jo Sunde                     | Maximilian Just Lui Wüst              | Olivers Bulgačs Kristians Fokerots    | [ 1 ]         |
| XXV                                        | 2024 | Termal               | Jacob Hölting Nilsson Elmer Andersson   | Adrian Mol Even Stray Aas             | Arthur Canet Téo Rotar                | [ 2 ]         |
| XXVI                                       | 2025 | Baden                | -                                       | -                                     | -                                     |               |

### Torneo femenino
| Núm.                                       | Año  | Sede                 | Oro                                    | Plata                                  | Bronce                                              | Ref.          |
| ------------------------------------------ | ---- | -------------------- | -------------------------------------- | -------------------------------------- | --------------------------------------------------- | ------------- |
| Campeonato de Europa de Vóley Playa Sub-23 |      |                      |                                        |                                        |                                                     |               |
| I                                          | 1999 | Schinias             | Inga Ikauniece Inguna Minusa           | Sabina Basanic Sara Montagnolli        | Petra Ekblom Karin Lundqvist                        |               |
| II                                         | 2000 | San Marino           | Lenka Falbabová Marika Těknědžjanová   | Inguna Minusa Inga Ikauniece           | Inese Jursone Inga Vetra                            |               |
| III                                        | 2001 | Esposende            | Anna Voronova Ekaterina Voronova       | Lenka Felbabová Michaela Maixnerová    | Catalina María Pol Ester Ribera                     |               |
| -                                          | 2002 | No se disputó        | No se disputó                          | No se disputó                          | No se disputó                                       | No se disputó |
| IV                                         | 2003 | Stare Jabłonki       | Kateřina Tychnová Markéta Tychnová     | Geeske Banck Friederike Romberg        | Flora Joannidu Christina Paraskejaidu               |               |
| V                                          | 2004 | Brno                 | Emilia Nyström Erika Nyström           | Isabelle Forrer Lea Schwer             | Laura Ludwig Sara Niedrig                           |               |
| VI                                         | 2005 | Mysłowice            | Anja Günther Jana Köhler               | Laura Ludwig Sara Niedrig              | República Checa} Šárka Nakládalová Veronika Pokorná |               |
| VII                                        | 2006 | Sankt Pölten         | Laura Ludwig Sara Niedrig              | Katrin Holtwick Ilka Semmler           | Doris Schwaiger Stefanie Schwaiger                  |               |
| VIII                                       | 2007 | Paralimni            | Frederike Fischer Jana Köhler          | Jana Goliášová Eva Weissová            | Kim Renkema Margo Wiltens                           |               |
| IX                                         | 2008 | Espinho              | Maria Prokopeva Evgenia Ukolova        | Kristýna Kolocová Markéta Sluková      | Katarzyna Urban Joanna Wiatr                        |               |
| X                                          | 2009 | Yantarny             | Britta Büthe Julia Großner             | Kristýna Kolocová Markéta Sluková      | Karla Borger Julia Sude                             |               |
| XI                                         | 2010 | Cos                  | Kristýna Kolocová Markéta Sluková      | Laura Giombini Marta Menegatti         | Irina Chaika Elizaveta Ryabova                      |               |
| XII                                        | 2011 | Oporto               | Rimke Braakman Michelle Stiekema       | Monika Brzostek Kinga Kołosińska       | Chantal Laboureur Kira Walkenhorst                  |               |
| XIII                                       | 2012 | Assen                | Chantal Laboureur Kira Walkenhorst     | Julia Abałakina Irina Chaika           | Christine Aulenbrock Victoria Bieneck               |               |
| Campeonato de Europa de Vóley Playa Sub-22 |      |                      |                                        |                                        |                                                     |               |
| XIV                                        | 2013 | Varna                | Nina Betschart Anouk Vergé-Dépré       | Ángela Lobato Paula Soria              | Hana Tresnáková Eliška Gálová                       |               |
| XV                                         | 2014 | Fethiye              | Karolina Baran Jagoda Gruszczyńska     | Katarzyna Kociołek Dorota Strąg        | Nicole Eiholzer Dunja Gerson                        |               |
| XVI                                        | 2015 | Macedo de Cavaleiros | Nina Betschart Nicole Eiholzer         | Katarzyna Kociołek Dorota Strąg        | Ieva Dumbauskaitė Monika Povilaityte                |               |
| XVII                                       | 2016 | Salónica             | Anastasija Kravčenoka Tīna Graudiņa    | Katarzyna Kociołek Jagoda Gruszczyńska | Lisa Arnholdt Nadja Glenzke                         |               |
| XVIII                                      | 2017 | Baden                | Svetlana Kholomina Nadezda Makroguzova | Adriana Matei Beáta Vaida              | Lisa Arnholdt Leonie Welsch                         |               |
| XIX                                        | 2018 | Jūrmala              | Svetlana Kholomina Nadezda Makroguzova | Anastasija Kravčenoka Tīna Graudiņa    | Daniela Álvarez Belén Carro                         |               |
| XX                                         | 2019 | Antalya              | Mariia Bocharova Maria Voronina        | Julika Hoffmann Sarah Schulz           | Daniela Álvarez Belén Carro                         |               |
| XXI                                        | 2020 | Esmirna              | Anastasiia Frolova Aleksandra Ganenko  | Mariia Bocharova Maria Voronina        | Mara Betschart Esmée Böbner                         |               |
| XXII                                       | 2021 | Baden                | Mariia Bocharova Maria Voronina        | Raïsa Schoon Emi van Driel             | Anhelina Khmil Tetiana Lazarenko                    |               |
| XXIII                                      | 2022 | Flesinga             | Daniela Álvarez Tania Moreno           | Clara Windeleff Sofia Bisgaard         | Anhelina Khmil Tetiana Lazarenko                    |               |
| XXIV                                       | 2023 | Timișoara            | Danielė Kvedaraitė Ariana Rudkovskaja  | Kylie Neuschaeferová Markéta Svozilová | Sofía Izuzquiza Ana Vergara                         | [ 3 ]         |
| XXV                                        | 2024 | Termal               | Katerina Pavelková Anna Pavelková      | Małgorzata Ciężkowska Urszula Łunio    | Līva Ēbere Deniela Konstantinova                    | [ 4 ]         |
| XXVI                                       | 2025 | Baden                | -                                      | -                                      | -                                                   |               |